# Paranyssicus conspicillatus
Paranyssicus conspicillatus är en skalbaggsart som först beskrevs av Wilhelm Ferdinand Erichson 1847.  Paranyssicus conspicillatus ingår i släktet Paranyssicus och familjen långhorningar. Inga underarter finns listade i Catalogue of Life.